# Gerrit Kalff
Gerrit Kalff (Zwolle, 30 juni 1856 - Sassnitz (Duitsland), 31 augustus 1923) was hoogleraar in de Nederlandse letterkunde en de geschiedenis aan de Rijksuniversiteit Leiden en tussen 1917 en '18 rector magnificus van dezelfde universiteit. Hij was een kleinzoon van de doopsgezinde predikant Samuel Muller Hz. en een neef van de antiquaar Frederik Muller, die zijn studie bekostigde.

## Loopbaan
Kalff promoveerde tot doctor in de Nederlandse letterkunde te Leiden in 1883 en was achtereenvolgens leraar te Haarlem en te Amsterdam. Hij werd in 1896 hoogleraar te Utrecht en daarna in Leiden. Hij schreef een aantal belangrijke studies en werken, waaronder Het onderwijs in de moedertaal, Over de wording van literaire kunstwerken (1902, inaugurele rede), Geschiedenis der Nederlandse letterkunde in zeven delen 1906-1912, Gerard Brandt, Uit het leven van de heer Michiel de Ruyter, Geschiedenis der Nederlandse letterkunde in de zestiende eeuw, Joost van den Vondels leven, Literatuur en toneel te Amsterdam in de zeventiende eeuw, Inleiding tot de studie der literatuurgeschiedenis 1914, Van zeevarende luyden en zeepoëten 1915 enz.
Verder schreef hij diverse artikelen in verschillende periodieken. Hij was lid van de Koninklijke Nederlandse Akademie van Wetenschappen en ridder in de Orde van de Nederlandse Leeuw. Daarnaast was hij voorzitter van de vereniging Volksweerbaarheid waarvoor hij veel deed en waarvoor hij dan ook het erelidmaatschap kreeg aangeboden. Kalff was van 1917 tot 1918 rector magnificus aan de Universiteit te Leiden.
Kalff was mede-oprichter van de Vereeniging Volksweerbaarheid.

## Publicaties (selectie)
- Gerrit Kalff: Het lied in de Middeleeuwen. Leiden, E.J. Brill, 1883. Proefschrift Leiden.
- Gerrit Kalff: Geschiedenis der Nederlandsche letterkunde. (7 delen) Groningen, J.B. Wolters, 1906-1912

## Over Kalff
- Gerrit Kalff jr.: Leven van Dr. G. Kalff (1856-1923). Beschreven door zijn zoon. Groningen, Wolters, 1924. Digitale editie in Delpher

- Bibliothèque nationale de France: cb163732603 (data)
- Biografisch Portaal: 01501420
- Digitale Bibliotheek voor de Nederlandse Letteren: kalf003
- Gemeinsame Normdatei: 120814684
- International Standard Name Identifier: 0000 0001 0957 4594
- Library of Congress Control Number: nb99015462
- Nederlandse Thesaurus van Auteursnamen: 068390386
- LIBRIS: 207972
- Système universitaire de documentation: 11090964X
- Virtual International Authority File: 18063109
- WorldCat: E39PBJt3Tf9kJWc6kmt3Hf9hpP